# Prestwick
Prestwick (gael. Preastabhaig) – miasto w Szkocji, w hrabstwie South Ayrshire.

## Historia
Nazwa miasta pochodzi ze staroangielskiego oznaczającą księżowską farmę. Do 1840 roku była wsią, kiedy to klasa średnia z Glasgow zaczęła się osiedlać na wybrzeżu.
W Prestwick mieści się port lotniczy Glasgow-Prestwick.

## Miasta partnerskie
- Lichtenfels
- Vandalia
- Ariccia